# Зустрічі з 9 до 9
«Зустрічі з 9 до 9» («Rungtynės nuo 9 iki 9») — радянський художній фільм 1980 року, знятий режисером Раймондасом Вабаласом на Литовській кіностудії.

## Сюжет
Основний конфлікт розвивається між молодим талановитим ученим Ромасом Шпокасом і Каролісом Будрісом, який усіма правдами та неправдами намагається зайняти крісло директора науково-дослідного інституту, який організовується для широкого розгортання робіт зі здійснення перспективної наукової ідеї Шпокаса.

## У ролях
- Валентінас Масальскіс — Ромас Шпокас (дублював Г. Богачов)
- Пятрас Степонавічюс — Кароліс Будріс (дублював В. Яковлєв)
- Майя Егліте — Біруте (дублював Г. Чигинська)
- Гедимінас Карка — Міткус (дублював І. Краско)
- Генрікас Кураускас — Ейгірдас (дублював І. Єфімов)
- Антанас Шурна — Януліс (дублював Г. Сисоєв)
- Роландас Буткявічюс — Брузгяліс (дублював О. Кожевников)
- Еугенія Байоріте — подруга Шпокаса (дублювала Л. Віролайнен)
- Майя Булгакова — професор із Ленинграду
- Герман Журавльов — Шеберенко
- Пятрас Анусас — вчений на бенкеті
- Антанас Арешка — епізод
- Еустахіюс Аукштікальніс — журналіст
- Альбертас Барташюнас — Пятрас, брат Біруте
- Г. Барташюнас — Повілас, брат Біруте
- Віда Беселене — баскетболістка
- Броне Марія Брашкіте — співробітниця інституту
- Емілія Данилявичюте-Дапшене — дружина лісника, мати Біруте
- Г. Давидавічюс — епізод
- Кястутіс Гашка — колега Шпокаса
- Альгіс Гедмінас — тренер
- Сергій Яковлєв — Платов
- Енрікас Качінскас — колега Шпокаса
- Вітаутас Камінскас — колега Шпокаса
- Мамертас Каркляліс — лісник, батько Біруте
- Ромуальдас Класчюс — колега Шпокаса
- Халіна Кобецкайте — дама на бенкеті вчених
- Стяпонас Космаускас — чиновник Академії наук
- Яніна Лапінскайте — дружина Кароліса Будріса
- Елезарас Мальцас — вчений-іноземець
- Альгіс Матулявічюс — спортивний коментатор
- Ромуальда Мікалаускайте — колега Шпокаса
- Гітіс Падегімас — чоловік в барі
- Льонгінас Пажусіс — вчений-іноземець
- Ірена Римович — сусідка Шпокаса
- Ангеле Рупшене — баскетболістка
- Альгімантас Скупас — вчений на бенкеті
- Міле Шаблаускайте — колега Шпокаса
- Андрюс Шюша — колега Шпокаса
- Еугенія Шулгайте — мати Кароліса Будріса
- Антанас Урбас — епізод
- Даля Вабалене — дама на бенкеті вчених
- Вальдас Жільонас — колега Шпокаса
- Ромуальдас Гудас — колега Шпокаса
- Едгарас Савіцкіс — колега Шпокаса
- Фелікс Ейнас — вчений-іноземець
- Гінтаре — дівчина в барі

## Знімальна група
- Режисер — Раймондас Вабалас
- Сценарист — Річардас Гавяліс
- Оператор — Донатас Печюра
- Композитор — Бронісловас-Вайдутіс Кутавічюс
- Художник — Ірена Вабалене